# Denise Péron
Pour les articles homonymes, voir Péron (homonymie).
Denise Péron est une actrice française née le 12 février 1925 à Boulogne-sur-Mer et morte le 19 juillet 1996 à Créteil.

## Biographie
Elle est l'épouse du comédien Daniel Emilfork (1924-2006). Ils sont les parents de l'actrice Stéphanie Loïk.

## Filmographie
- 1962 : Les Dimanches de Ville d'Avray de Serge Bourguignon
- 1962 : Le Soupirant de Pierre Etaix
- 1965 : Compartiment tueurs
- 1966 : Mademoiselle de Tony Richardson
- 1966 : Les Ruses du diable de Paul Vecchiali
- 1966 : En pleine forme de Pierre Etaix
- 1966 : Le Chevalier des Touches (TV)
- 1967 : Lamiel de Jean Aurel
- 1967 : Voyage à deux (Two for the Road) de Stanley Donen
- 1967 : Le Vieil homme et l'enfant de Claude Berri
- 1968 : Paris n'existe pas de Robert Benayoun
- 1968 : Caroline chérie de Denys de La Patellière
- 1969 : Au théâtre ce soir : Les Enfants d'Édouard de Marc-Gilbert Sauvajon d'après Frederic Jackson et Roland Bottomley, mise en scène Jean-Paul Cisife, réalisation Pierre Sabbagh, Théâtre Marigny
- 1970 : Les Caprices de Marianne d'Alfred de Musset, réalisation Georges Vitaly
- 1970 : Les Cinq Dernières Minutes, épisode Une balle de trop de Raymond Portalier, série TV
- 1971 : La Cavale de Michel Mitrani
- 1971 : L'amour c'est gai, l'amour c'est triste de Jean-Daniel Pollet
- 1971 : Les Mariés de l'an II de Jean-Paul Rappeneau
- 1971 : Sous le soleil de Satan (TV)
- 1972 : Teresa la ladra de Carlo di Palma
- 1972 : L'Œuf (de Félicien Marceau), téléfilm de Jean Herman :   mère Magis
- 1973 : Une journée bien remplie de Jean-Louis Trintignant
- 1973 : Racines de Claude Goretta
- 1974 : Le Milieu du monde de Alain Tanner
- 1975 : Le Refus de Jean-Michel Carré - court métrage -
- 1975 : Plus amer que la mort (TV)
- 1975 : Guerre et Amour (Love end death) de Woody Allen
- 1975 : Le Futur aux trousses de Dolorès Grassian
- 1975 : Mourir pour Copernic de Bernard Sobel
- 1976 :  Le Cap du nord de Kei Kumai
- 1976 : Calmos de Bertrand Blier
- 1977 : Le Chien de Monsieur Michel de Jean-Jacques Beineix - court métrage -
- 1977 : Aller-retour de Monique Enckell - court métrage -
- 1977 : Le Juge Fayard dit Le Shériff de Yves Boisset
- 1977 : La Communion solennelle de René Ferret
- 1977 : Les Ambassadeurs de Naceur Ktari
- 1977 : Diabolo menthe de Diane Kurys : le professeur de dessin
- 1978 : Mémoire commune de Patrick Poidevin
- 1978 : L'Exercice du pouvoir de Philippe Galland
- 1979 : Le Baiser au lépreux d'André Michel TV
- 1980 : Fantômas, feuilleton TV de Claude Chabrol et Juan Luis Buñuel
- 1980 : L'Oasis (TV)
- 1980 : Les Mystères de Paris d'André Michel
- 1980 : Fernand de René Féret
- 1980 : Marie (TV)
- 1981 : Le Voyage à Lyon de Claudia von Alemann
- 1981 : Das Frauenzimmer (TV)
- 1982 : Nebelland (TV)
- 1982 : L'Adieu aux enfants (TV)
- 1982 : Danton de Andrzej Wajda
- 1983 : Itinéraire bis de Christian Drillaud
- 1984 : Le Roi de la Chine (TV)
- 1984 : T'as l'bonjour d'Alfred de Clément Delage - court métrage -
- 1985 : Partir, revenir de Claude Lelouch
- 1986 : Le Bonheur a encore frappé de Jean-Luc Trotignon
- 1987 : Le Grand Chemin de Jean-Loup Hubert
- 1988 : La Travestie de Yves Boisset
- 1989 : Le Bateau bar de Frédéric Tanguy - couert métrage -
- 1989 : La Femme de Rose Hill de Alain Tanner
- 1992 : Les Taupes-niveaux (TV)
- 1993 : Justinien Trouvé, ou le bâtard de Dieu de Christian Fechner

## Théâtre

### Comédienne
- 1954 : Yerma de Federico García Lorca, mise en scène Guy Suarès, Théâtre de la Huchette
- 1956 : Les Amants puérils de Fernand Crommelynck, mise en scène Tania Balachova, Théâtre des Noctambules
- 1958 : Corvara de Marie Susini, Théâtre de l'Œuvre
- 1959 : Les Petits Bourgeois de Maxime Gorki, mise en scène Grégory Chmara, Théâtre de l'Œuvre
- 1960 : Phèdre de Racine, mise en scène Jean-Paul Le Chanois, Théâtre royal du Gymnase, Théâtre du Vieux-Colombier
- 1961 : Une sainte de Julia Chamorel, mise en scène Roland Dubillard, Théâtre de Poche
- 1962 : La Maison d'os de Roland Dubillard, mise en scène Arlette Reinerg, Théâtre de Lutèce
- 1964 : Sire Halewyn de Michel de Ghelderode, mise en scène Pierre Debauche, Festival du Marais
- 1964 : Une saga de Hjalmar Bergman, mise en scène Daniel Postal, Théâtre de Plaisance
- 1966 : Hélas, pauvre Fred ! de James Saunders, mise en scène Laurent Terzieff, Théâtre de Lutèce
- 1971 : Roméo et Juliette de William Shakespeare, mise en scène Marcel Maréchal et Bernard Ballet, Théâtre national de l'Odéon
- 1972 : Dans la jungle des villes de Bertolt Brecht, mise en scène André Engel, Jean Jourdheuil et Jean-Pierre Vincent, Compagnie Vincent-Jourdheuil, Festival d'Avignon, Théâtre de Chaillot
- 1973 : Dans la jungle des villes de Bertolt Brecht, mise en scène André Engel, Jean Jourdheuil et Jean-Pierre Vincent, Théâtre de Nice
- 1973 : La Noce chez les petits bourgeois de Bertolt Brecht, mise en scène Jean-Pierre Vincent, Cyrano Théâtre
- 1974 : Trotsky à Coyoacan de Hartmut Lange, mise en scène André Engel
- 1975 : L'Œil de la tête d'après Marquis de Sade, mise en scène Philippe Adrien et Jean-Claude Fall, Festival d'automne à Paris Théâtre Récamier
- 1977 : Le Météore de Friedrich Dürrenmatt, mise en scène Gabriel Garran, Théâtre de la Commune
- 1977 : Hier dans la nuit de Zelda "art drama-danse" de Denis Llorca, mise en scène Serge Keuten, Denis Llorca, Théâtre de la Plaine
- 1977 : Romeo et Juliette de William Shakespeare, mise en scène Denis Llorca, Les Tréteaux du Midi : Festival de la Cité Carcassonne
- 1977 : Un week-end à Yaïek d'après Pougatchev de Sergueï Essenine, mise en scène André Engel, Théâtre national de Strasbourg
- 1978 : Romeo et Juliette de William Shakespeare, mise en scène Denis Llorca, Les Tréteaux du Midi : Théâtre Daniel Sorano Vincennes
- 1980 : Ils ont déjà occupé la villa voisine de Stanislaw Ignacy Witkiewicz, mise en scène Andrzej Wajda, Maison de la Culture de Nanterre, Nouveau théâtre de Nice, TNP Villeurbanne
- 1981 : Les Fiancés de Loches de Georges Feydeau, mise en scène de Jean-Paul Farré, Théâtre de Boulogne-Billancourt
- 1983 : Minetti de Thomas Bernhard, mise en scène Gilles Atlan, Festival d'Avignon
- 1984 : Le Dîner de Lina de Philippe Minyana, mise en scène Stéphanie Loïk, Théâtre Gérard Philipe
- 1986 : L'Opéra de quat'sous de Bertolt Brecht, mise en scène Giorgio Strehler, Théâtre du Chatelet
- 1988 : Les Racines de la haine de Niklas Rådström, mise en scène Stéphanie Loïk, Théâtre Artistic Athévains
- 1989 : Le Bourrichon, comédie rurale de Joël Jouanneau, mise en scène de l'auteur, Festival d'Avignon, Théâtre Ouvert

### Metteur en scène
- 1976 : La Frappe de Victor Haïm, Festival de la Cité Carcassonne
- 1979 : Bécassouille de Christian Giudicelli, Théâtre Gérard Philipe
- 1984 : Le Journal intime de Sally Mara de Raymond Queneau, Festival du Jeune Théâtre d'Alès